# Liste von Persönlichkeiten der Stadt Žatec
Die Liste von Persönlichkeiten der Stadt Žatec in Tschechien enthält Personen, die in der Geschichte der Stadt Žatec (deutsch Saaz) eine bedeutende Rolle gespielt haben. Es handelt sich dabei um Persönlichkeiten, die Ehrenbürger oder Bürgermeister gewesen sind, hier geboren worden sind oder hier gewirkt haben.

## Ehrenbürger
- 1828: Ferdinand Wussin (1770–1848), Kreishauptmann des Saazer Kreises
- 1829: Wenzel Kopřiwa (1781–1838), Bürgermeister von Saaz
- 1845: Alois Dostal († 11. Mai 1853), Direktor des Saazer Gymnasiums
- 1850: Franz Gellinek († 27. Sept. 1887), Bürgermeister von Saaz
- 1850: Emanuel Josef Hikisch († 26. Mai 1850), Kreishauptmann des Saazer Kreises
- 1850: Josef Schreiter, Ritter von Schwarzenfeld († 16. Sept. 1850)
- 1852: Hieronymus Josef Freiherr von Zeidler (1790–1870), Abt des Prämonstratenserstifts Strahov
- 1852: Pater Norbert Oßwald (1801–1868), Dechant an der Stadtpfarrkirche
- 1861: Ignaz von Plener (1810–1908), Politiker und österreichischer Ministerpräsident
- 1861: Anton Ritter von Schmerling, k. k. Staatsminister
- 1863: Alois von Brinz, Landtagsabgeordneter
- 1863: Leopold Hasner von Artha, Minister und Reichsratsabgeordneter
- 1863: Eduard Herbst, Minister und Landtagsabgeordneter
- 1863: Oswald Josef Müchel, Direktor des Saazer Gymnasiums
- 1864: Moriz Simonyi de Simony et Vársány (1816–1882), Feldmarschallleutnant
- 1867: Theodor Hassmann, Bürgermeister von Saaz
- 1867: Eugen Megerle von Mühlfeld, Jurist und Politiker
- 1873: Adolf Fürst von Auersperg, Ministerpräsident
- 1873: Anton von Banhans, Handelsminister und Reichsratsabgeordneter
- 1873: Alexander Freiherr von Koller, Statthalter und Landeskommandant von Böhmen
- 1886: Hubert Titlbach (1813–1890), Bürgermeister von Saaz
- 1892: Ernst von Plener (1841–1923), Politiker und Reichsratsabgeordneter
- Karl Urban (1855–1940), Politiker
- Anton Pergelt (1853–1910), Jurist und Politiker
- Johann Kiemann (1844–1919), Rechtsanwalt
- Adolf Bachmann (1849–1914), Historiker und Politiker
- Albert Werunsky (1844–1915), Advokat und Politiker
- Theodor Blaschek (1831–1913), Bezirkshauptmann des Bezirks Saaz
- Hermann von Campe (1850–1929), Bezirkshauptmann des Bezirks Saaz

## Söhne und Töchter der Stadt
Die folgenden Personen sind in Žatec (Saaz) geboren. Ob sie ihren späteren Wirkungskreis in Žatec hatten oder nicht, ist dabei unerheblich.

### Persönlichkeiten des Spätmittelalters und der Frühen Neuzeit
- Paulus de Zaacz (auch Paul Žateczky), tschechisch Pavel ze Žatce (* um 1450–1517), Theologe, Rektor der Karls-Universität Prag und Administrator der utraquistischen Kirche von 1500 bis 1517
- Wilhelm Illing (1648–?), Jesuitenpater, Missionar in Mexiko[1]
- Johann Karl Vetter (* um 1690–1742), Bildhauer in Saaz, siehe
- Franz Müller (1695–1753), königlicher Hofmaler in Prag[2]
- Franz Kermer (um 1710–1786), böhmischer Baumeister
- Franz Dietelbach, (1722–1790), Porzellanmaler (Schmelzmaler)[3]
- Karel Rafael Ungar (1744–1807), Priester und Literaturhistoriker

### Persönlichkeiten des 19. Jahrhunderts

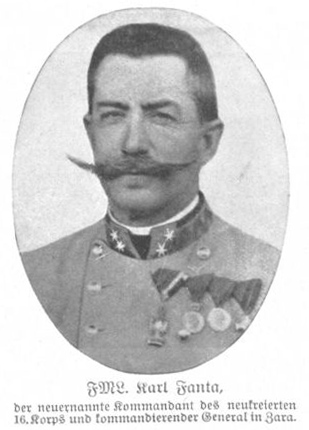
Karl Fanta

Franz Max Broudre

- Franz Christian Waldherr (1784–1835), Maler, Kunstlehrer und Direktor der Akademie der Bildenden Künste Prag
- Wenzel Karl (1802–1870), römisch-katholischer Priester, Autor religiöser Literatur und Botaniker
- Zdenko Schücker (1842–1904), Rechtsanwalt, Politiker, Mitglied des böhmischen Landtags und des Reichsrats
- Karl Fanta (1851–1937), österreichischer General, 1905 Feldmarschalleutnant, 1909 Militärkommandant in Zara und 1910 in Ragusa, Feldzeugmeister
- Franz Max Broudre (1852–1907), Rechtsanwalt, Stadtratsmitglied, stellvertretender Bürgermeister, Sparkassendirektor und Bezirksobmann (Kommunalpolitiker)
- Franz Bayer (1853–1930), Augenarzt und Kommunalpolitiker
- Ferdinand Johann Gorup Freiherr von Besánez (1855–1928), Polizeijurist und Polizeipräsident von Wien
- Gabriel Anton (1858–1933), Neurologe und Psychiater
- Carl Kriegelstein von Sternfeld (1860–1920), Rechtsanwalt, Politiker und Mitglied des böhmischen Landtags
- Anton Witek (1872–1933), tschechisch-deutscher Violinist, Konzertmeister und Musikpädagoge
- Anton Gnirs (1873–1933), Archäologe, Prähistoriker und Denkmalpfleger
- Otto Th. W. Stein (1877–1958), Zeichner und Maler
- Wilhelm Wostry (1877–1951), Historiker
- Leo Baerwald (1883–1970), Rabbiner
- Karl Lehrmann (1887–1957), Architekt und Hochschullehrer
- Elisabeth Bamberger (1889–1971), deutsche Unternehmerin und Pazifistin
- Otto Stein (1893–1942), Indologe und Althistoriker
- Rudolf Quoika (1897–1972), Musikwissenschaftler
- Johann Czapka (1899–1945), Landrat von 1939 bis 1945
- Julius Gellner (1899–1983), Regisseur, war von 1924 bis 1933 Oberspielleiter und stellvertretender Direktor der Münchner Kammerspiele im Schauspielhaus

### Persönlichkeiten des 20. Jahrhunderts
- Franz Rabas (1901–1969), sudetendeutscher römisch-katholischer Ordensmann, Geistlicher und Märtyrer
- Adolf Strauss (1902–1944), Komponist
- Alfred Rößler (1903–1989)deutscher Mathematiker und Hochschullehrer
- Karl Souradny (1904–1973), Architekt, der in der DDR durch seine Mitarbeit bei der Stalinallee und seine Sportbauten Bedeutung erlangte
- Maria Treben (1907–1991), Alternativmedizinerin
- Josef Rabas (1908–2003), römisch-katholischer Priester, päpstlicher Ehrenprälat, Professor für Religionspädagogik[4]
- Karel Reiner (1910–1979), Komponist
- Margarete Barcza (1912–1985), Widerstandskämpferin
- Gisela Petschner (1913–2007), Malerin und Grafikerin
- Helmut Slapnicka (1916–2006), Jurist, Universitätsprofessor für osteuropäisches Staatsrecht in Graz und Wien, als Rechtshistoriker Mitglied des Collegium Carolinum (Institut), Forschungsstelle für die Geschichte der böhmischen Länder in München, Fachpublizist[5][6]
- Peter Eduard Glaser (1923–2014), amerikanischer Wissenschaftler und Raumfahrt-Ingenieur
- Karl Zeidler (1923–1962), Jurist, Professor für Staats- und Verwaltungsrecht[7]
- Wolfgang Kaunzner (1928–2017), Mathematikhistoriker
- Walter Krüttner (1929–1998), Filmemacher, Drehbuchautor und mit seiner Firma Cineropa-Filmproduktion Produzent
- Werner Nachtigall (1934–2024), Zoologe und Biologe
- Arthur Schröder (* 1936), Tennisspieler und -trainer
- Ingemar König (* 1938), Althistoriker
- Reiner Künzl (* 1938), Tierarzt, als Sanitätsoffizier Veterinär bei der Bundeswehr
- Franz Zeithammer (1939–2019), Messe-, Tourismus- und Kulturmanager
- Wolfgang Vater (* 1940), Pädagoge, Schulrat, Fach- und Romanautor
- Peter Dietl (1941–1999), Politiker (SED/Linke Liste-PDS), war Mitglied des Thüringer Landtags in der 1. Wahlperiode 1990–1994 und 2. Wahlperiode 1994–1999 und stellvertretender Fraktionsvorsitzender
- Walter Cikan (1944–2025), Musikproduzent und Musiktherapeut
- Andreas Kalckhoff (1944–2022), Historiker und Publizist
- Sigrun Paas (* 1944), Kunsthistorikerin
- Harald Rauchfuß (* 1945), Dichterarzt
- Petr Kotvald (* 1959), Sänger
- Mirek Kaufman (* 1963), Maler
- Jan Svěrák (* 1965), Filmregisseur, Schauspieler und Drehbuchautor
- Jiří Pazour (* 1971), Klaviervirtuose und Komponist

## Personen, die mit der Stadt in Verbindung stehen

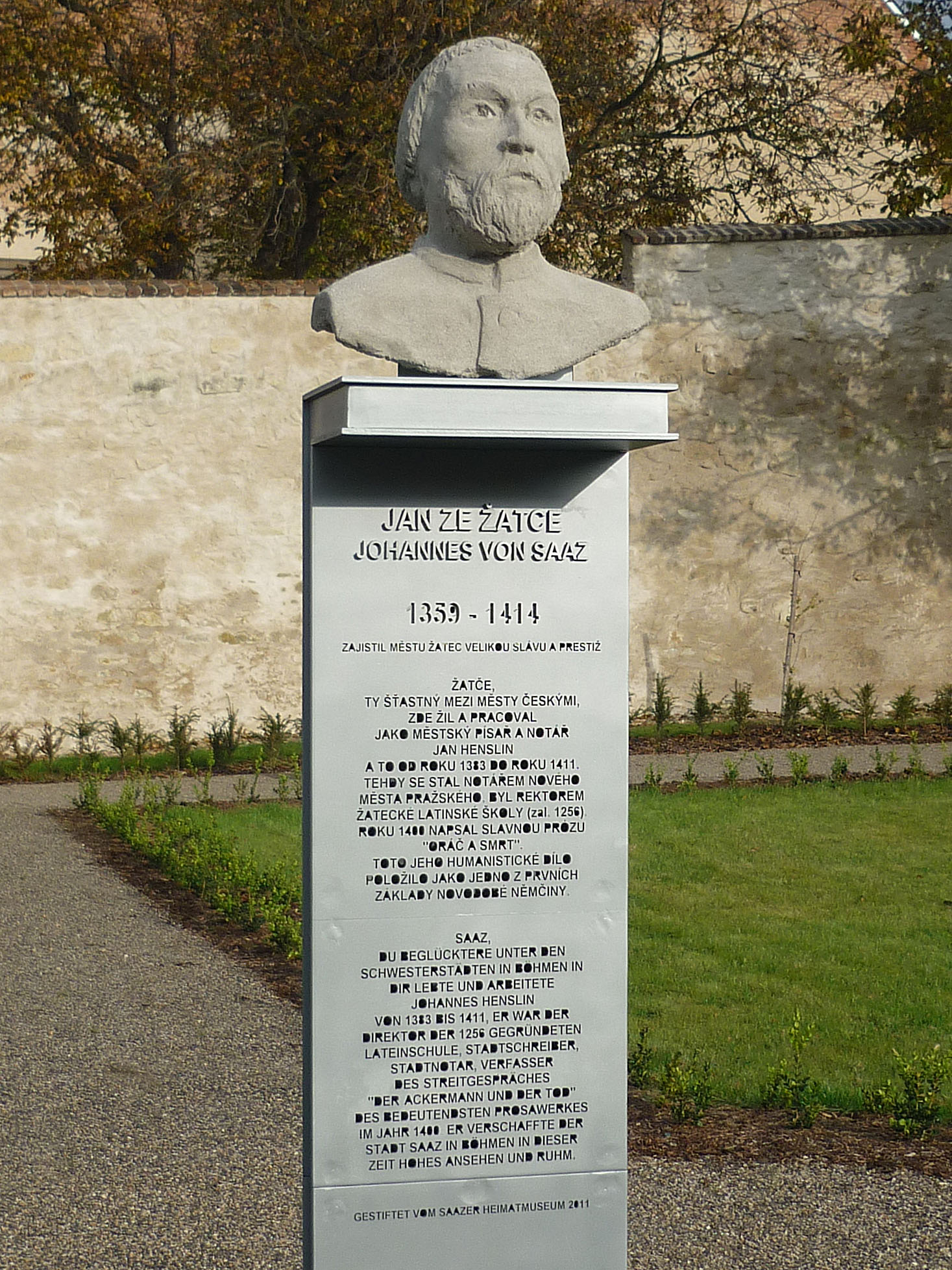
Gedenkstele für Johannes von Saaz im Klostergarten

- Johannes von Saaz, wirkte ab ca. 1373 hier als Stadtschreiber, Notar und (Schulrektor), später als Protonotar in der Prager Neustadt. Er verfasste 1401 eine der wichtigsten deutschsprachigen Prosadichtungen des späten Mittelalters: Der Ackermann aus Böhmen. Im Oktober 2011 wurde im Klostergarten (Kapuzinergarten) eine Gedenkstele mit einer Porträtbüste des Johannes von Saaz errichtet.
- Maxmilián Hošťálek z Javořice (Maximilian Hostalek von Javorice) (1564–1621), tschechischer Politiker und seit 1610 Bürgermeister von Saaz, als Teilnehmer am Ständeaufstand in Prag zum Tode verurteilt und am 21. Juni 1621 am Altstädter Ring in Prag öffentlich hingerichtet.
- Peter Ritter von Schönfeld (1784–1857), Verleger und Buchdrucker in Saaz, der ersten Buchdruckerei im Saazer Kreis, 1826 Inhaber einer Buchhandlung, 1830 einer Leihbücherei, 1839–1845 Herausgeber der ersten periodischen Druckschrift, dem Allgemeinen Anzeiger der k. Kreisstadt Saaz[8]
- Franz Bruder (Broudre) (1786–1861), Mitbegründer des Hopfenbauvereins, Realitätenbesitzer, Gründer sowie Hauptmann und Kommandant des Schützenhauses, Eigentümer des Gasthauses „Goldener Engel“ in Saaz[9]
- Hubert Titlbach (1813–1890), Mediziner, Bürgermeister der Stadt Saaz und Landtagsabgeordneter
- Theodor Karl Hassmann (1825–1894), Rechtsanwalt und Politiker, war Mitglied des Böhmischen Landtags und des Reichsrates sowie Bürgermeister von Saaz
- Adolf Seifert (1826–1910), als Arzt und Heimatforscher war er einer der Gründer des Saazer Hopfenvereins. In den 1870er Jahren engagierte er sich als einflussreiches Mitglied der Liberalen Partei in der Saazer Kommunalpolitik. Als Archivar leitete er von 1903 bis 1905 das Saazer Stadtarchiv und schrieb mehrere Bücher zur Geschichte der Stadt.
- Abraham Salomon Frank (1838–1917), von 1867 bis 1872 Rabbiner in Saaz
- Franz Max Broudre (1852–1907) JUDr., Rechtsanwalt, stellvertretender Bürgermeister, Bezirksobmann (Kommunalpolitiker), 1907 wurde der Stadtpark nach ihm benannt: Dr. Broudre Park
- Eduard Glaser (1855–1908), Forschungsreisender, Orientalist und Archäologe, Mitglied der jüdischen Gemeinde in Saaz
- Hermann Josef Schneider (1862–1921), Komponist, Dirigent und Musikverleger, der durch seine Marsch-Kompositionen bekannt wurde, starb in Saaz
- Anton Karl Wüst (1863–1932), Politiker der Deutschen Nationalpartei (DnP), starb in Saaz
- Ludwig Engl (1872–1936), Lehrer, Konservator und Chronist der Stadt Saaz von 1914 bis 1936, seine Sammlung befindet sich im Naturkundemuseum in Wien.[10]
- Rudolf Dietl (1892–1976), Politiker (NSDAP), Bürgerschullehrer in Saaz
- Johann Hoffmann (1908–1974), Fußballspieler, spielte ab 1932 für das DSV Saaz

## Bürgermeister

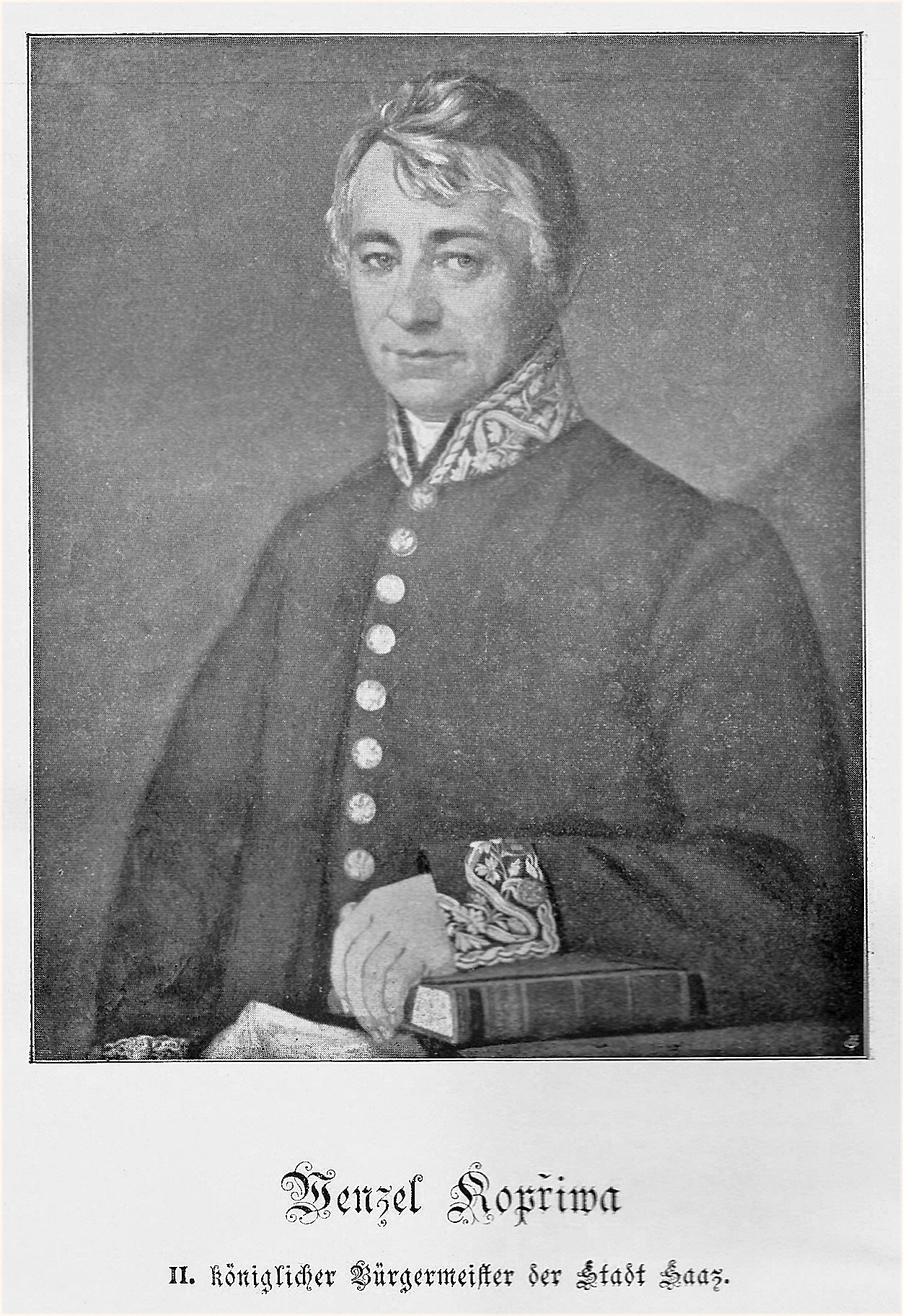
Wenzel Kopřiwa, Bürgermeister von Saaz und Ehrenbürger der Stadt

- Nikolaus Artemisius (Czernobyl) († 24. Februar 1556), Primas von Saaz 1528 bis 1531[11]
- Johann Woczehaur († 1563), Primas 1533
- Wenzel Arpin von Dorndorf († 1. Februar 1583), Primas von 1564 bis 1573
- Paulus Horaždowinus († 1588), Primas 1573 bis 1581 und 1585 bis 1588
- Johann Nepressius († 1612), Primas von 1607 bis 1609
- Maxmilián Hošťálek z Javořice (1564–1621), Primator von 1609 bis 1618 und 1620 bis 1621
- Johann Przibramsky von Palmfels († 1646), Primator von 1632 bis 1636
- Johann Georg Pock von Palmfels († 20. August 1676), Primator von 1649 bis 1653
- Adam Konias († 7. November 1676), Primator von 1664 bis 1672
- Wilhelm Campanus (1615–1676), Primator von 1673 bis 1675
- Johann Daniel Nathaniel Nahliczek († 3. Jänner. 1691), Primator von 1675 bis 1679
- Johann Karl Hoßmann von Mannsfeld († 10. Februar 1708), Primator von 1680 bis 1708
- Georg Ernst Anton Schaffer († 12. Februar 1712), Primator von 1708 bis 1712
- Mathias Friedrich Rebitzer († 11. Februar 1742), 1709–1712 Syndicus, 1712–1738 Primas, 1737–1742 königlicher Richter und kaiserlicher Tranksteuereinnehmer, 1742 Senior Senator[12]
- Johann Ferdinand Kujer († 1753), Primator von 1737 bis 1742
- Karl Ungar († 22. Dezember 1764), Primator von 1760 bis 1764
- Johann Josef Pecelius († 17. Februar 1770), Senator von 1739 bis 1764 und Primator von 1764 bis 1770[13]
- Franz Karl Schickedantz († 27. Jänner 1803), Primator von 1772 bis 1787
- Joseph Hermann (1739–1819) von 1803 bis 1816
- Wenzel Kopřiwa (1781–1838) von 1816 bis 1828
- Josef Hoffmann von 1828 bis 1840
- Josef Adam († 10. Dezember 1861) von 1840 bis 1845
- Franz Gellinek († 27. September 1887) von 1845 bis 1850
- Karl Petrowitz († 9. September 1869) von 1850 bis 1855
- Theodor Ritter von Schönfeld (1816–1879) von 1855 bis 1861 und 1876 bis 1879
- Theodor Hassmann (1825–1894) von 1861 bis 1876
- Hubert Titlbach (1813–1890) von 1879 bis 1887
- Constantin Ritter von Schönfeld (1844–1921) von 1887 bis 1898
- Karl Ungar (1838–1909) von 1898 bis 1900
- Karl Wostry (1853–1929) von 1900 bis 1918
- Anton Musch (1879–1932) ab 1918
- Rudolf von Schönfeld (1876–1940) von 1924 bis 1938[14]
- Alois Kaiser (1894–1986) von 1938 bis 1942
- Erich Knoblauch von 2007 bis 2010
- Zdeňka Hamousová von 2010 bis 2022
- Radim Laibl seit 2022